# Steve Young (scénariste)
Steve Young est un scénariste et réalisateur américain. Il est principalement connu pour son travail pour l'émission Late Show with David Letterman pour lequel il a écrit plus de 1 600 épisodes.

## Filmographie

### Scénariste

#### PourLes Simpson
| Année | Titre            | Titre original  | Saison | Épisode | Réalisateur  |
| ----- | ---------------- | --------------- | ------ | ------- | ------------ |
| 1996  | Une crise de Ned | Hurricane Neddy | 8      | 8       | Bob Anderson |

#### Autre
- 1989 : The Sweet Life
- 1990 : Not Necessarily the News (1 épisode)
- 1990-1993 : Late Night with David Letterman (78 épisodes)
- 1993-2011 : Late Show with David Letterman (1673 épisodes)
- 1994 : Me and the Boys (1 épisode)
- 1995 : Late Show with David Letterman: Video Special
- 1995-1996 : Maybe This Time (2 épisodes)
- 1995-1997 : Incorrigible Cory (2 épisodes)
- 1996 : Late Show with David Letterman: Video Special II
- 1996 : Casper
- 1997 : Cybill (1 épisode)
- 1998 : America's Greatest Pets
- 1999 : Cashbox
- 1999 : Le Petit Malin (1 épisode)
- 1999 : Olive, the Other Reindeer
- 2001-2002 : The Tonight Show with Jay Leno (188 épisodes)
- 2002 : Family Affair (1 épisode)
- 2002 : My Dinner with Ovitz

### Réalisateur
- 2002 : My Dinner with Ovitz